# Найз, Мэттью
Мэттью Найз (англ. Matthew Knies; 17 октября 2002, Финикс, Аризона, США) — американский профессиональный хоккеист, левый крайний нападающий клуба НХЛ «Торонто Мейпл Лифс».

## Карьера
Найз провёл два полноценных сезона за команду «Трай-Сити Сторм», которая играет в USHL, там он набрал 87 очков в 90 играх. На драфте НХЛ 2021 года он был  выбран во 2-м раунде под общим 57-м номером клубом «Торонто Мейпл Лифс».
Начиная с сезона 2021/22 Найз начал играть за команду Университета Миннесоты в лиге B1G. В своём дебютном сезоне он занял первое место по очкам среди новичков лиги. По итогам выдающегося сезона Мэттью был включён символическую сборную всех звёзд лиги и стал финалистом в голосовании за звание лучшего новичка лиги.
В сезоне 2022/23 Найз продолжил успешное выступление в лиге B1G. По итогам сезона он стал лучшим игроком лиги B1G, а также финалистом Хоби Бейкер Эворд (приз вручается лучшему игроку среди всех студенческих лиг США).
9 апреля 2023 года Найз подписал трёхлетний контракт новичка с «Торонто Мейпл Лифс». Дебют Мэттью в НХЛ состоялся 10 апреля в матче против команды «Флорида Пантерз». Он сыграл в оставшихся трёх матчах регулярного чемпионата и вышел вместе с командой в плей-офф. Свой первый гол в НХЛ Найз забил 2 мая 2023 года во втором раунде плей-офф в ворота «Флориды Пантерз».
16 декабря 2023 года Найз оформил хет-трик Горди Хоу в матче против «Питтсбург Пингвинз».
4 января 2025 года Мэттью оформил свой первый хет-трик в карьере НХЛ в ворота «Бостон Брюинз». 29 июня 2025 года Найз подписал долгосрочный контракт с «Торонто Мейпл Лифс» на шесть лет со среднегодовой зарплатой в 7,75 млн. долларов.

## Личная жизнь
Мэттью родился в семье Мирослава и Микаэлы Найз, которые эмигрировали в США из Словакии до его рождения.

## Статистика
| Легенда | Легенда                    | Легенда | Легенда                   | Легенда | Легенда    |
| ------- | -------------------------- | ------- | ------------------------- | ------- | ---------- |
| И       | Количество проведённых игр | Штр     | Штрафное время            | +/−     | Плюс-минус |
| Г       | Голы                       | П       | Голевые передачи          | О       | Очки       |
| -       | Статистика неизвестна      | —       | Статистика не учитывалась |         |            |